# 스즈키 도이치
스즈키 도이치(일본어: 鈴木 冬一, 2000년 5월 30일 ~ )는 일본의 축구 선수이다.

## 구단 경력
2019년 J1리그의 쇼난 벨마레에 입단하였다. 2020년 FC 로잔 스포르로 이적했다. 2024년 J1리그의 교토 상가 FC로 이적했다.

## 국가대표팀 경력
그는 2017년 FIFA U-17 월드컵에 참가할 일본 U-17 국가대표팀에 발탁되었으며, 4경기에 출전, 1득점을 넣었다.
2019년 FIFA U-20 월드컵에 참가할 일본 U-20 국가대표팀에 발탁되었으며, 3경기에 출전했다.